# Chatra (district)
Chatra is een district van de Indiase staat Jharkhand. Het district telt 790.680 inwoners (2001) en heeft een oppervlakte van 3.7 km².
Bokaro · Chatra · Deoghar · Dhanbad  · Dumka · Garhwa · Giridih · Godda · Gumla · Hazaribagh · Jamtara · Khunti · Koderma · Latehar · Lohardaga · Pakur · Palamu · Pashchimi Singhbhum · Purbi Singhbhum · Ramgarh · Ranchi · Sahebganj · Saraikela Kharsawan · Simdega